# Jakob Heinrich Baleke

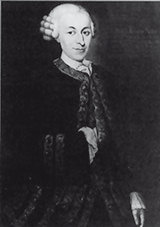
Jakob Heinrich Baleke

Jakob Heinrich Baleke, auch Jacob He(i)nrich, auch Balecke (* 5. August 1731 in Parchim; † 17. September 1778 in Rostock), war ein deutscher Jurist, Senator und von 1764 bis zu seinem Tod 1778 Bürgermeister in Rostock.

## Leben
Jakob Heinrich Baleke, ein Sohn des Parchimer Bürgermeisters Friedrich Baleke (gest. um 1768), besuchte die Schule in Parchim sowie ab 1747 die Schweriner Domschule. Er studierte ab 1749 Rechtswissenschaften an der Universität Rostock und 1751/52 an der Universität Göttingen. In Rostock promovierte er im gleichen Jahr und erhielt auch die rätliche ordentliche Professur der Codicis. 1755 war er neben Friedrich, dem Herzog zu Mecklenburg [-Schwerin], Pro-Rektor der Universität. Am 23. November 1754 wurde Balecke zum Senator gewählt und am 11. Dezember 1764 wurde er Bürgermeister als Nachfolger seines verstorbenen Schwiegervaters Christian Anton Mantzel. Ab 1766 hatte er neben der Professur und dem Bürgermeisteramt auch die Funktion des Ersten Rats-Syndikus inne. Er beschäftigte sich besonders mit dem Rostocker Stadtrecht und bereitete die Verhandlungen zum Zweiten Rostocker Erbvertrag vor, dessen Unterzeichnung im Jahre 1788 er aber nicht mehr erlebte. 

## Werke
- Gedanken von den Gerechtsamen der Durchlaucht. Meklenburg. Landesherren wegen des Eröfnungsfalles in Ihren landsässigen Lehnen : nach Anleitung der Landesverträge entworfen, Göttingen, Hager, 1751
- Der wahre Begriff des Herkommens, als ein in den Rechten Gegründeter Titel ein Recht zu besitzen, Rostock, Berger & Boedner, 1751
- Gedanken von Wiedererstattung der in benachbarter Mächte Hände geratenen mecklenburgischen Aemter in Ansehung des Herrn Herzoges Christian Ludewigs zu Mecklenburg, Rostock, Berger & Boedner, 1752
- Jacob Heinrich Balekens der Rechten Doctoris und öffentl. Lehrers Gruendliche Abhandlung von dem Mecklenburgischen Erb-Jungfrauen-Rechte, Rostock, Koppe, 1762